# 日本フォークダンス連盟
公益社団法人日本フォークダンス連盟（にほんフォークダンスれんめい）は、フォークダンスの普及や全国大会を開催を通じて、レクリエーション競技等を促進するために活動する公益法人。公益財団法人日本レクリエーション協会に加盟している。元文部科学省所管。

## 事業内容
フォークダンス、日本民踊、スクエアダンス、ラウンドダンス、レクリエーションダンスの講習会、ダンススクール、全国フォークダンス大会の開催、CD・ビデオテープ・DVDなどの頒布を行っている。また技術向上に向けて指導者資格検定（1級から4級）を実施し、1,2級は全国､3級は都道府県支部、4級は団体の範囲で指導者としている。
フォークダンス
世界各地に伝承されている民族舞踊を可能な限り現地に忠実な形で踊り楽しみ、国際理解を深めながらコミュニティーづくりを行う。
日本民踊
昔ながらの民踊を中心に構成されている「ふる里の民踊」、比較的新しい民踊で楽しい踊りを中心に構成されている「楽しい民踊」がある。
スクエアダンス
アメリカ西部開拓時代に生まれた8人1組の踊りで、フォークダンスとは違い48の動作を覚えるだけで､世界中で踊ることができる。
ラウンドダンス
フォークダンスのように円になって、ダンサーが全員同一方向へ動いていくダンス。ワルツ､タンゴ､チャチャ､ルンバ等の曲とともに、必ず動きを指示するキューイング（スクエアダンスのコールと同じ）によって踊っていく。
レクリエーションダンス
流行のメロディーやリズムに合わせて踊るのが特徴で、伝統にとらわれず創作する楽しみが味わえる。

## 加盟団体
- 道東支部など約50の支部が組織されている[2]。